# 江口燁子
江口 燁子（えぐち あきこ、1959年12月21日 - ）は、日本の元女優。本名、田保 明子（たぼ あきこ）。別名義、江口 明子（読み同じ）。
東京都出身。法政大学女子高等学校卒業。

## 来歴・人物
高校在学中よりモデルとして活動する。高校卒業後、劇団四季のオーディションに合格して研究生となる。
1979年、TBSのテレビドラマ『家路〜ママ・ドント・クライ』に、江口 明子の芸名で中華料理店の店員である大松カネ子役でレギュラー出演。当時の紹介記事では目標とする女優として、京マチ子と杉村春子を挙げている。
その後、江口燁子に改名。1980年より、特撮テレビドラマ『仮面ライダー (スカイライダー)』に、ヒロインの一人である小沢 アキ役でレギュラー出演した。
以降、ドラマだけでなく男性誌のグラビアでも活動していた。
特技は、ピアノで、小学2年より習っていた。

## 出演作品

### テレビドラマ
- 家路〜ママ・ドント・クライ（1979年、TBS） - 大松カネ子
- 仮面ライダー (スカイライダー)　第18話「魔神提督の電気ジゴク大作戦」 - 第54話「さらば筑波洋！8人の勇士よ永遠に... 」（1980年、MBS） - 小沢アキ
- 西部警察 (PART1) 第75話「平尾一兵、危機一髪」 （1981年、テレビ朝日） - クミコ

## 書籍

### 雑誌
- 『DXプレイボーイ』1980年春号
- 『平凡パンチ』
- 『週刊大衆』